# 华光乡
华光乡，是中华人民共和国四川省南充市西充县曾经下辖的一个乡。2019年10月，撤销华光乡，将其所属行政区域划归仙林镇管辖。

## 行政区划
华光乡撤销前下辖以下地区：
孙家庙村、哨子山村、船咀庙村、水磨庙村、喜凤山村、青龙院村、茅盖寺村、新场垭村、小垭寺村、红庙子村、方山庙村和黄家庙村。